# 托普瑟姆 (緬因州普查規定居民點)
托普瑟姆（英語：Topsham）是位於美國緬因州薩加達霍克縣的一個普查規定居民點。

## 人口
根據2020年美國人口普查的數據，托普瑟姆的面積為29.45平方千米，當中陸地面積為28.55平方千米，而水域面積為0.90平方千米。當地共有人口6623人，而人口密度為每平方千米224.89人。